# Gunther (Heiliger)

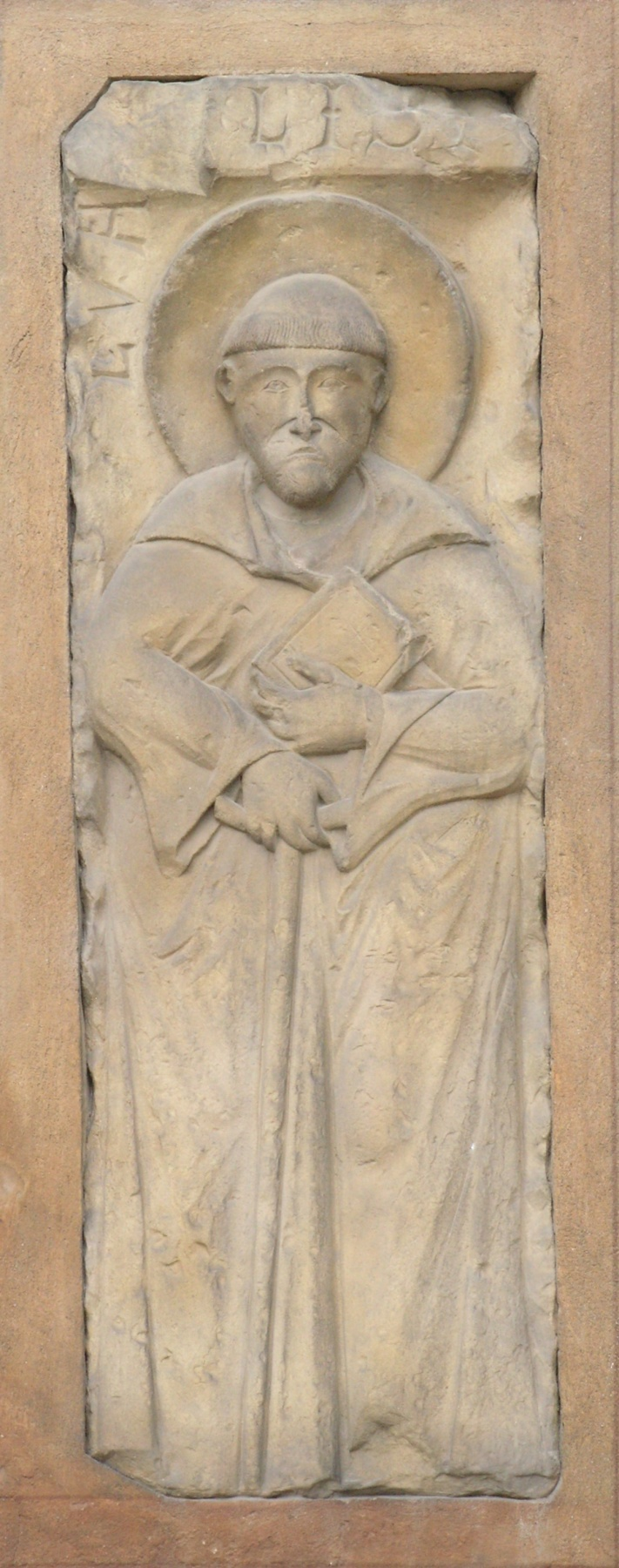
Steintafel von Gunther in der Basilika St. Margareta (Prag)

Gunther (* unsicher: um 955; † 9. Oktober 1045 am Gunthersberg bei Gutwasser, Böhmerwald) war ein Einsiedler. Alternative Namen sind Gunther von Niederaltaich und Gunther von Thüringen. Der Benediktinermönch war der Gründer des Klosters Rinchnach.

## Leben
Gunther war ein thüringischer Gaugraf, über dessen Herkunft keine gesicherten Angaben überliefert sind. Er wurde möglicherweise um 955 in Schwarzburg geboren. Gunther könnte aus dem Hause Schwarzburg stammen und war ein Vetter Heinrichs II. Nach einigen Quellen soll er ein Schwager Stephans gewesen sein, jedoch ist das unwahrscheinlich, da Stephans Frau Gisela von Bayern aus dem Hause der Liudolfinger stammt.
Als Heinrich II. 1005 Godehard zum neuen Abt von Hersfeld bestimmte, veränderte sich für Gunther das Leben. Er entsagte am Weihnachtstag 1005 dem weltlichen Leben und trat dem Benediktinerorden bei. Seinen Besitz übertrug er der Abtei Hersfeld und dem Kloster Göllingen.
Nach einer Pilgerreise nach Rom wurde Gunther 1006 als Novize im Kloster Niederaltaich aufgenommen. 1008 ging er als Einsiedler in den Bayerischen Wald und lebte bei Lalling auf dem Ranzingerberg.
1011 zog er mit einer Gruppe von Benediktinern tiefer in die Wälder des Gebirges, um dort ein Kloster zu errichten. Nach acht Jahren Arbeit waren die Rodungsarbeiten und der Bau soweit abgeschlossen, dass das Kloster Rinchnach am 29. August 1019 durch den Passauer Bischof Berengar von Passau geweiht wurde. Das Kloster war zu dieser Zeit die erste Siedlung des mittleren Bayerischen Waldes und wurde zu einem Ausgangsort der Kolonisation des Bayerischen und Böhmerwaldes.
Im hohen Alter gab er 1040 die Leitung des Klosters ab, das Heinrich III. an das Kloster Niederaltaich übergab. Gunther wanderte in den Böhmerwald und ließ sich in einer unbesiedelten Gegend am Bayerischen Steig als Einsiedler nieder. In seiner Einsiedelei unterhalb des Guntherfelsens (Vintířova skála) am 1006 m hohen Gunthersberg (Březník) bei Gutwasser (Gemeinde Hartmanice) verstarb er am 9. Oktober 1045.
Herzog Břetislav I. ließ seine sterblichen Überreste in das Kloster Břevnov überführen. Während der Hussitenkriege wurden Gunthers Gebeine verstreut.
Gunther ist bis auf den heutigen Tag nicht offiziell kanonisiert. Seine Verehrung als Heiliger wurde jedoch durch verschiedene päpstliche Bullen und Dekrete gutgeheißen und empfohlen. Sein Gedenktag ist der 9. Oktober.
Darstellung: In Gutwasser und Břevnov wird Gunther in einer Kutte mit Buch und Stab oder Kreuzstab dargestellt. In Niederaltaich und Rinchnach finden sich Darstellungen als Mönch mit einer Reuthaue (wie im Wappen von Rinchnach).

## Sonstiges
Im Prälatensaal des Klosters Břevnov schuf Cosmas Damian Asam das Deckenfresko Das Wunder des hl. Günther.
In Rinchnach – auch als „Guntherort“ bezeichnet – werden seit den 1950er Jahren regelmäßig Theaterfestspiele veranstaltet, in denen das Leben Gunthers thematisiert wird.
Der Guntherstein im Bayerischen Wald ist nach dem Heiligen benannt.